# Chaudfontaine
Chaudfontaine é um município da Bélgica localizado no distrito de Liège, província de Liège, região da Valônia. Esse município é conhecido pela água mineral epónima. Chaudfontaine é também reputado pelo casino e os spas.
Pertence à rede das Cidades Cittaslow.

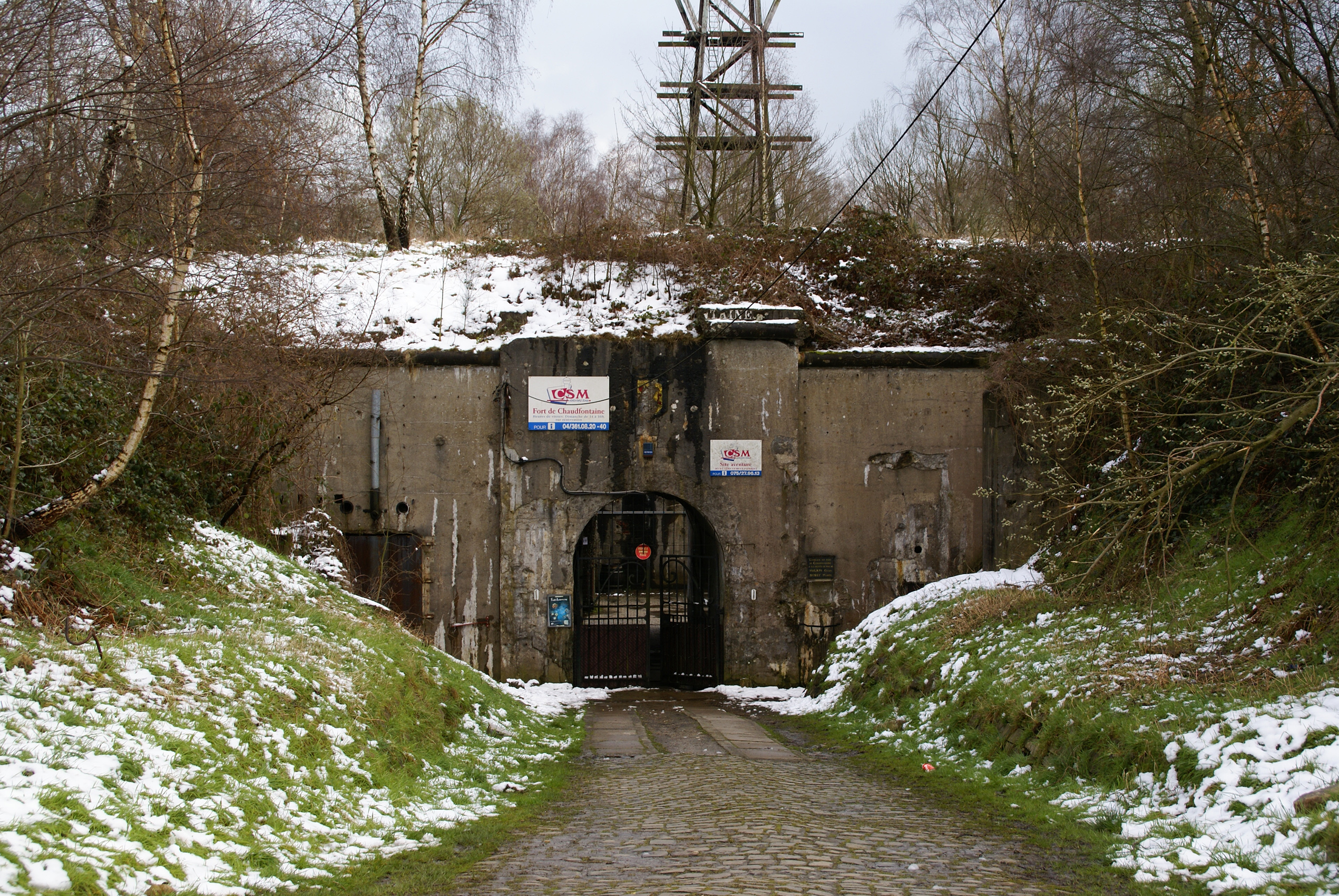
Fort de Chaudfontaine
Entrada da Fortificação